# Святецька сільська рада
Святе́цька сільська́ ра́да — колишня адміністративно-територіальна одиниця та орган місцевого самоврядування в Теофіпольському районі Хмельницької області. Адміністративний центр — село Святець.

## Загальні відомості
Святецька сільська рада утворена в 1921 році.
- Населення ради: 3 306 осіб (станом на 2001 рік)

## Історія
Хмельницька обласна рада рішенням від 29 жовтня 2003 року у Теофіпольському районі у зв'язку з відновленням колишнього найменування селу Мануїльське — село Святець, перейменувала Мануїльську сільраду на Святецьку.

## Населені пункти
Сільській раді підпорядковані населені пункти:
- с. Святець
- с. Лисогірка
- с. Мар'янівка

## Склад ради
Рада складається з 20 депутатів та голови.
- Голова ради:

### Депутати
За результатами місцевих виборів 2010 року депутатами ради стали:

#### За суб'єктами висування
| Суб'єкт висування | Кількість обраних депутатів | %  |
| ----------------- | --------------------------- | -- |
| Народна партія    | 11                          | 55 |
| Самовисування     | 9                           | 45 |

#### За округами
| № округу       | Прізвище, ім'я, по батькові   | Дата визнання обраним | Освіта             | Партійна приналежність                | Відомості про обраного депутата                                            |
| -------------- | ----------------------------- | --------------------- | ------------------ | ------------------------------------- | -------------------------------------------------------------------------- |
| Народна Партія |                               |                       |                    |                                       |                                                                            |
| 3              | Захарчук Іван Григорович      | 01.11.2010            | вища               | позапартійний                         | ТОВ «Святець», технік-електромеханік                                       |
| 6              | Туз Марія Іванівна            | 01.11.2010            | вища               | позапартійна                          | Святецька загальноосвітня школа, вчитель                                   |
| 8              | Базалійська Катерина Павлівна | 01.11.2010            | вища               | член Народної партії                  | Сільська рада, секретар                                                    |
| 10             | Собко Микола Петрович         | 01.11.2010            | середня спеціальна | член Народної партії                  | ТОВ «Святець», бригадир рільничої бригади                                  |
| 13             | Сивак Петро Степанович        | 01.11.2010            | вища               | член Народної партії                  | ТОВ «Святець», бригадир рільничої бригади                                  |
| 15             | Бодак Іван Афонович           | 01.11.2010            | середня спеціальна | член Народної партії                  | ТОВ «Святець», обліковець                                                  |
| 16             | Стецюк Володимир Григорович   | 01.11.2010            | середня спеціальна | член Народної партії                  | ТОВ «Святець», бригадир рільничої бригади                                  |
| 17             | Бенедюк Микола Петрович       | 01.11.2010            | середня спеціальна | член Народної партії                  | ТОВ «Святець», завідувач цегельного заводу                                 |
| 18             | Блюсюк Віталій Миколайович    | 01.11.2010            | вища               | позапартійний                         | приватний підприємець                                                      |
| 19             | Букевич Василь Петрович       | 01.11.2010            | середня спеціальна | член Народної партії                  | ТОВ «Святець», бригадир рільничої бригади                                  |
| 20             | Богдан Любов Петрівна         | 01.11.2010            | середня спеціальна | член Народної партії                  | приватний підприємець                                                      |
| Самовисування  |                               |                       |                    |                                       |                                                                            |
| 1              | Блюсюк Олександр Васильович   | 01.11.2010            | вища               | позапартійний                         | ТОВ «Святець», бригадир 2 бригади                                          |
| 2              | Мовчан Іван Петрович          | 08.11.2010            | середня спеціальна | позапартійний                         | ТОВ «Святець», завідувач МТК                                               |
| 4              | Дацюк Володимир Федорович     | 01.11.2010            | вища               | позапартійний                         | ТОВ «Святець», заступник директора                                         |
| 5              | Глух Іларіон Іванович         | 01.11.2010            | вища               | позапартійний                         | ТОВ «Святець», агроном                                                     |
| 7              | Марченко Олена Василівна      | 01.11.2010            | середня спеціальна | позапартійна                          | Святецька лікарська амбулаторія, мелсестра                                 |
| 9              | Юрчук Віктор Андрійович       | 01.11.2010            | вища               | позапартійний                         | ТОВ «Святець», головний енергетик                                          |
| 11             | Шеремета Любов Василівна      | 01.11.2010            | вища               | позапартійна                          | відділ пенсійного забезпечення Теофіпольського району, головний спеціаліст |
| 12             | Андрощук Світлана Леонідівна  | 01.11.2010            | вища               | позапартійна                          | ТОВ «Святець», головний зоотехнік                                          |
| 14             | Триндюк Леонід Павлович       | 01.11.2010            | вища               | член Політичної партії «Наша Україна» | Святецька загальноосвітня школа, заступник директора                       |